# TranTixxii
TranTixxii（トランティクシー）は、2017年よりリリースされている日本製鉄の意匠性チタン製品群ブランド。

## 概要
高耐蝕・軽量・高強度のチタンに意匠性（美しさ）を付加する固有技術・製品群を、2017年に日本製鉄(旧新日鐵住金がブランド化したもの。
キーワードは、「時を超える素材」。
高耐蝕・軽量・高強度のチタン固有性能を発揮することで実現される長寿命化・軽量化（時を超える）と意匠性（美しさ）を組合わせることで、表現された美しさが時代を超えることをコンセプトとしている。ベースのチタンは99.9%純度の純チタンを使用。
意匠性（美しさ）：以下3つの要素による掛け合わせにより自在な表現を実現。（カラー*×テクスチャーの組合せのみで数百種類にも及ぶ）（*カラーなしの無地を含む）
（1）カラー（干渉色の放つ色彩美）
（2）テクスチャー（表面仕上・結晶等の色調美）
（3）フォルム（チタンの優れた加工性による造形美）
上記を表現できるだけでなく、中長期で意匠性を維持するに耐える技術（耐変色技術）の裏づけのある世界初の意匠性特化のチタン製品群である。
チタン固有性能による長寿命・軽量特性と自在な美の表現を、デザイナーをはじめとした表現者に提案しており、一部の高級建築を手がける建築家・建築設計事務所による採用事例が比較的多い。
チタンそのものが戦後直後の1947年に工業化された点、建材での適用は1970年代の開始である点、根拠となる技術群（カラー等）の確立が2000年代と比較的最近である点から、同ブランドの本格的普及はまだ端緒についたばかりだ。
一般的な鉄鋼ステンレス等よりも相対的に初期コストが懸かることから採用は限定されるが、中長期のライフサイクルから公共建築・伝統建築・高級邸宅・高級商業施設向けの外装・内装への採用事例が着実に増えている。
また高い意匠性耐食性による質感が、高級素材（金,銅等金属素材、檜皮等天然素材）に匹敵することから、同素材を用いた建築製品の他、先端機器類、各種装飾品、ラグジュアリー家具、高級文具等への適用も検討されている。
（例：アウトドアブランド・スノーピーク製マグカップ）

## 製品バリエーション詳細

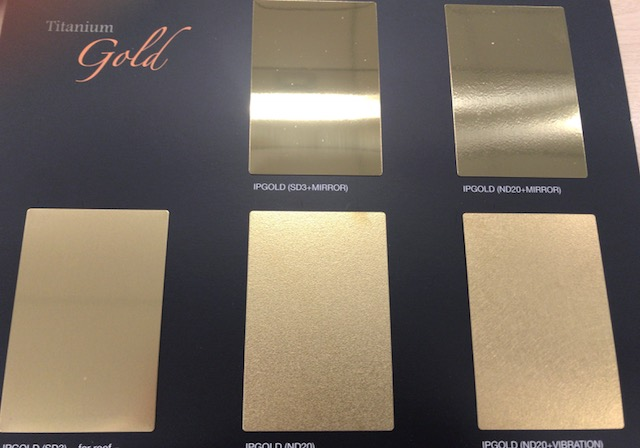
TranTixxiiカラー・IPGold

カラー
（1） 干渉色バリエーション 
チタンは、チタン表面に必ず存在する無色透明の酸化皮膜（TiO2）によりプリズムの原理による光の屈折が発生する。この結果、干渉色（構造色）という独特の反射光による色彩が見られる。（一定の膜厚以上の酸化皮膜で顕著に光の屈折が発生）
TranTixxiiでは、この酸化皮膜の膜厚をナノオーダーで制御することにより、光の屈折をコントロールし商品化。狙った特定色の屈折光を反射する厚みを作り出すことにより、多彩なバリエーションを展開している。
酸化皮膜の膜厚の制御は、製造時のナノオーダー制御に加えて、経年での変化の抑制が非常に難しい（チタン変色現象）。これを克服し製品化できる一定水準まで到達させた点が、TranTixxiiブランドならではの固有技術となっている。（世界初、量産メーカーで世界唯一）
2001年に新日鐵住金（旧新日鐵）が世界で初めて達成したチタン変色現象のメカニズム解明・変色原因除去技術がTranTixxiiブランドの核となる技術となっており、カラーバリエーションの展開も、この独自技術群を根拠としている。
現時点チタン製品の経年変色対策の困難さから、長期使用される目的のチタン素材でカラーバリエーションを展開する企業は世界でも希少である。
この技術は、2001年の製品化以来、理論上でのメカニズム説明に加え、理論が2016年時点実証上でも経年変化し変色していないことが裏付けられた。
（2） 物体色バリエーション（IPG）
上記、干渉色展開の他、表面に窒化チタンイオンプレーティング技術による物体色のゴールドカラーをコーティングした色も展開している。ステンレス等他金属に対しても同技術適用は可能だが、ステンレスがチタンに比較して耐食性が劣ることから、屋外環境での使用には適さないものであった。
チタンに対する同技術適用により、屋外環境での使用も可能となり、一部寺社における内外装で金箔等の代替として使用される事例が存在する。
テクスチャー
（1）ロールダル・ブラスト・その他
圧延時の仕上ロールの転写によって表面の色調を整える方法の他、表面にショットブラストする方法等が存在し、これにより幅広く反射光の強さをコントロールしている。
（金属らしいピカピカした強い反射光から天然素材〈檜皮・石材等〉に近い鈍い反射光まで複数選択肢有）
主に景観条例上反射光に対する制御が求められる建築物の屋根や外壁等の用途に際して、技術が採用される事例が多い。
特に、横葺き・チタン本瓦（後述）という形で伝統建築での採用も多いが、表現した風合に合わせて反射光を抑えてマットに仕上げ、周囲と調和する形に仕上げている事例もある。瓦の場合はさらに、複数のテクスチャーの素材から作った製品をランダムに瓦葺きを行うことで、従来のセラミックによる焼物瓦同様の自然な風合いを表現している事例がある。
（2）HYPERBETA （結晶模様製品）
独自の熱処理により、結晶模様を現出した製品も展開。
独特の風合いを持った製品に仕上がっており、その独特な個性より海外高級ホテルの壁面等、有名建築家による特徴あるデザインに使用事例有。
フォルム
ブランドによる出荷製品そのものは、1.カラー×2.テクスチャーを表現した板状の製品だが、以降の造形を中心とした加工は加工企業により行われる。
加工に関するシミュレーション技術・固有ノウハウを新日鐵住金が保有しており、加工企業への技術提供・技術支援も積極的に実施している。チタンの加工経験のある企業が他金属に比較して相対的に少ないことから、鉄鋼・ステンレスおける取り組み以上に積極的である。

## 製品主要特徴（TranTixxii素材）
1.チタンの特徴(時代を超える耐久・軽量・環境・安全性能)
（1）耐食性能・耐久性能
理論上数百年の耐用年数をもつ貴金属に匹敵する耐食性
（2）軽量性能
既存金属素材に比べ軽量化が可能　(鉄・銅等の従来金属の半分の重量)
加えて（1）から腐食代の考慮が不要であり極薄化が可能　(0.3㎜の極薄：鉄・銅等の20%～50%の薄さ)
（3）環境適合性・生体適合性
高耐食性に関連し自然界に流出しない性能。体に入れてもアレルギー反応を生じない。
（4）熱・電気を通しにくい
（5）非磁性
（6）加工性
表現できる幅が鉄鋼よりも広い
2.TraｎTixxiiの特徴(多彩な美しさを表現するバラエティ)
（1）カラー
カラフルな色彩・光沢
干渉色による素材そのものが放つ色彩美
塗料を使用しないため紫外線で劣化せず長期色彩維持
（2）テクスチャー
表面加工による意匠性の高さ
カラーとの組合せにより光沢を抑え深み渋みを表現
TranTixxiiブランドによる出荷製品そのものは、チタン板製品（カラー・テクスチャーまでが表現されたもの）であり、以降の造形を中心とした加工（フォルムの表現）はTranTixxiiパートナー加工企業により行われる。
加工に関するシミュレーション技術・固有ノウハウを新日鐵住金が保有しており、加工企業への技術提供・技術支援も積極的に実施している。
上記（1）（2）より従来素材と比較してメンテナンスの大幅軽減を見込める事例もあり、初期投資が高くなるものの、比較的数10年単位と長期間で経済性を発揮する傾向がある。長期間の使用が確実な案件での採用が多い。

## 適用事例

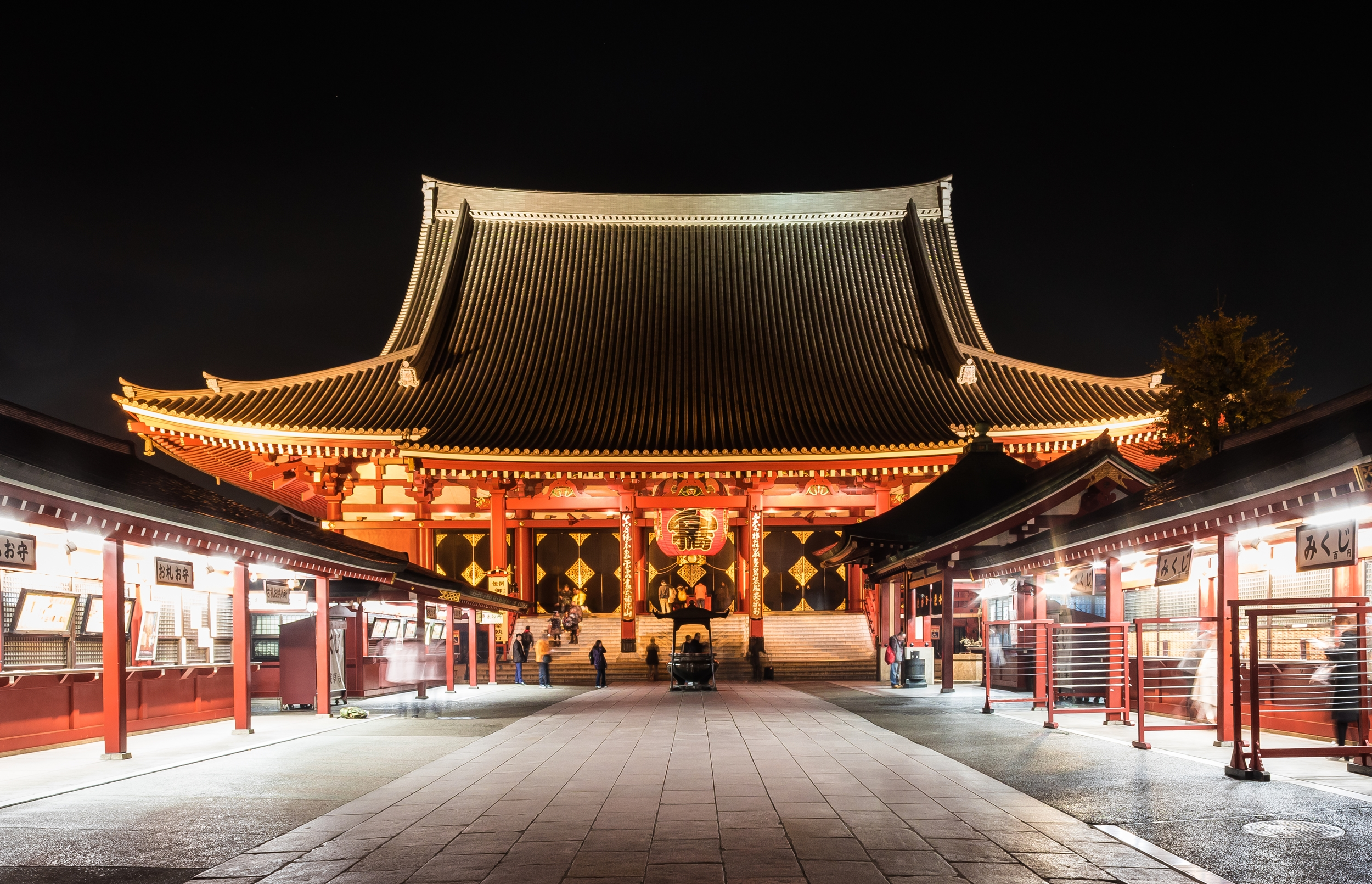
浅草寺本堂/TranTixxiiチタン瓦使用

建築
国内
有名寺社
浅草寺（宝蔵門・本堂・五重塔）、金閣寺（茶室）、北野天満宮（宝物殿）、大徳寺、宮地嶽神社、高野山、六波羅蜜寺
博物館
東京国立博物館（昭和館・平成館）、九州国立博物館、奈良国立博物館、島根県立美術館、佐川美術館、島根県立美術館、名古屋港水族館
大型施設
大分ドーム、東京国際展示場（東京ビッグサイト）、フジテレビ本社社屋球体展望台
海外
大規模施設
中国
国家大劇院・杭州大劇院・江蘇大劇院 上海復旦大学
台湾
台北アリーナ
高級ホテル
スペイン
ホテルマルケスドリスカル
その他
時計・電機製品
カシオ計算機製時計、キヤノン製デジタルカメラ
レジャー用品
スノーピーク製マグカップ

## その他
日本製鉄におけるTranTixii製造拠点の一つである直江津製造所の所在地・新潟県上越市により特産品認証制度「メイド・イン・上越」の2018年度認証を取得。